# Edelfrei
Edelfrei ou en français Noble Libre, est le titre primitif de la petite noblesse du Saint-Empire romain germanique dont seront plus tard issus les Barons et Chevaliers de l'empire. Il se situe au même rang que les chevaliers impériaux, en dessous des barons de l'empire et au-dessus de la noblesse sans titre.  Il bénéficiait de l'immédiateté impériale et d'une indépendance totale envers les grands seigneurs locaux. Il fait partie, dès le XIIe siècle, des trois premiers titres de noblesse impériale initiaux, avec ceux de comtes et princes. Ce titre restera en vigueur jusqu'à la fin du XVIIe siècle ou il évoluera en celui de Chevalier. Sur les lettres lettres patentes aux XVIe et XVIIe siècles, il est intitulé Noble du Saint-Empire Romain.

## Histoire
Initialement, au Moyen Âge, Edelfrei désigne simplement une personne issue d'une dynastie. Mais ce terme est également un statut juridique local et un titre de noblesse sans rapport de subordination. Les porteurs de ce titre ne sont pas soumis à d'autres familles ou dynasties et n'ont pas de dépendances avec leur alleu. Le terme contemporain Uradel ne doit pas être confondu avec le terme Edelfrei : Uradel n'est pas un titre mais une catégorie de la noblesse ayant obtenu leur anoblissement avant 1400.
À l'origine, la petite noblesse du Saint-Empire était uniquement composée de nobles libres ayant obtenu l'immédiateté impériale. Une partie sont des nobles qui ont obtenu l'immédiateté de leur fief, et les autres sont des anoblis par l'empereur lui-même, issus de la ministérialité. Sur leurs lettres patentes, l’immédiateté leur est accordée avec le titre officiel de "Noble libre du Saint Empire". Pour se distinguer des nobles restés médiats (Edlers) qui avaient presque la même dénomination qu'eux mais pas les mêmes prérogatives, ils se firent appeler chevalier (Ritter). Mais l'empereur ne reconnut pas ce nouveau titre qui se retrouva hors de la hiérarchie nobiliaire. Au siècle suivant, les plus riches d'entre eux obtinrent leur officialisation avec le droit de se faire appeler "homme libre" (Freiherr): les barons de l'empire étaient nés. Les nobles libres autoproclamés "chevaliers impériaux" se révoltèrent plusieurs fois pour obtenir leur intégration à la hiérarchie nobiliaire comme en 1521 et 1526,. Il faudra cependant attendre 1577 pour que les nobles libres soient reconnus comme chevaliers par l'empereur et intégrés à la hiérarchie nobiliaire en tant que "reichsritter". Cependant ils n'auront jamais accès à la diète d'empire. À partir du XVIIe le titre de noble libre sera de moins en moins créé. Si le titre fut de fait transformé en celui de chevalier, il perdurera notamment dans les régions non germanophones, où beaucoup n'osèrent pas, par crainte ou méconnaissance de la réforme du titre, prendre celui de chevalier. 

## Prérogatives
Comme pour les autres titres, celui de Noble du Saint-Empire accordait "l'immédiateté" à son possesseur qui dépendait exclusivement de l'empereur. Les nobles étaient généralement issu de la ministérialité, comme fonctionnaires de l'empire ou attachés à la personne de l'empereur. Le titre accorde à son possesseur,:
- le droit de porter des armoiries
- le droit de porter bannière
- de bénéficier des privilèges de la noblesse (accès aux tournois, girouette...)
- l'exemption de tout impôt

- les droits féodaux
  - droit de justice
  - droit de lever une armée
  - droit de lever un impôt

## Cas de vassalisation
Bien qu'immédiats, de nombreux Nobles libres se soumirent du Moyen Âge central à la Renaissance, à de puissants seigneurs féodaux; l'immédiateté étant parfois difficile à conserver, notamment pour des raisons financières. Cette soumission n'était pas obligatoirement forcée, elle était même bien souvent volontaire. En effet, les vassaux avaient souvent des postes élevés dans la cour de leurs seigneurs et ce service étaient souvent lucratif. En particulier au moment de la constitution des territoires et avec l'avènement de l'économie monétaire, beaucoup de Nobles libres acceptaient la protection et le soutien d'un puissant seigneur laïc ou spirituel. 
À l'inverse, il existait une relation de dépendance de ces puissants seigneurs envers ces petits nobles, dans le sens où les plus grands territoires ne pouvaient être sécurisés et administrés qu'avec l'aide de serviteurs fidèles et instruits. En théorie, même vassaux, ils conservaient leur immunité judiciaire. Par contre, le fait d'accepter la protection d'un plus grand seigneur ou de se mettre a son service n’entraînait pas nécessairement la fin de l'immédiateté pour le noble libre.